# Беллфлауэр (Калифорния)
Беллфлауэр (англ. Bellflower) — город в округе Лос-Анджелес, штат Калифорния. Являясь пригородом Лос-Анджелеса, Беллфлауэр получил статус города 3 сентября 1957 года. Численность населения по данным переписи 2000 года составила 72 878 человек.
Своё название (рус. колокольчик) город получил благодаря не одноимённому цветку, а в честь яблок сорта bellefleur, которые выращивали в местных садах в начале XX века.
Населённый пункт изначально изобиловал молочными фермами выходцев из Голландии, Японии и Португалии. Беллфлауэр (наряду с Артижей и Серритосом) является одним из наиболее этнически и лингвистически неоднородных городов округа.

## География
Площадь города составляет 15,9 км² (площадь земли — 15,7 км²; воды — 0,2 км²).
Беллфлауэр граничит с Дауни на севере и северо-западе, с Норуолком и Серритосом на востоке, с Лейквудом и Лонг-Бичем на юго-западе и с Парамаунтом на западе.

## Демография
Численность населения по данным переписи 2000 года составила 72 878 человек. Расовый состав таков: 46,09% белых, 13,09% афроамериканцев, 9,69% азиатов, 0,92% коренных американцев, 0,70% жителей тихоокеанских островов, 24,38% других рас.

## Знаменитые уроженцы
- Малкольм Дэвид Келли[2] — актёр, известный по роли Уолтера Ллойда в сериале «Остаться в живых»
- Крист Картер — американский сценарист и продюсер, наиболее известный как создатель, исполнительный продюсер и ведущий сценарист телесериалов: «Секретные материалы» и «Тысячелетие».